# Soledad de Doblado (kommun)
Soledad de Doblado är en kommun i Mexiko.   Den ligger i delstaten Veracruz, i den sydöstra delen av landet, 290 km öster om huvudstaden Mexico City.
Följande samhällen finns i Soledad de Doblado:
- Soledad de Doblado
- Paso Lagarto
- Laguna Blanca
- Los Guajitos
- Tepetates
- Jardines de la Soledad Unidad Habitacional
- Santa Cruz
- Puerta de Mata Anona
- Miralejos
- Paso las Pintas
- Paso Cabestro
- El Rosario
- Oaxaquilla
- El Izote
- Mata Redonda
- Vista Hermosa
- Rincón del Toro
- Huihuixtla
- Los Teteles
- Loma del Faro
- Barranca de Palma
- Emilio Carranza
- La Unión Dos
- Las Palomas
- El Jagüey de Malibrán